# Stockholm Syndrome (canção de One Direction)
"Stockholm Syndrome" é uma canção da boy band anglo-irlandesa One Direction. Contida como décima primeira faixa do quarto álbum de estúdio da banda, Four, a canção foi composta e produzida por John Ryan e Julian Bunetta, com composição adicional de Harry Styles e Johan Carlsson.

## Créditos e pessoal
Créditos adaptados do encarte de Four.

### Locais de gravação
- Gravado no Enemy Dojo (Calabasas)
- Gravada no Wendyhouse (Londres)
- Mixado no The Dark Room

### Pessoal
- Vocais: One Direction, John Ryan, Julian Bunetta
- Composição: Harry Styles, John Ryan, Julian Bunetta, Johan Carlsson
- Produção: John Ryan, Julian Bunetta
- Engenharia: John Ryan, Julian Bunetta
  - Assistência de engenharia: Ian Franzino
- Gravação de vocais: Alex Oriet, Ben "Bengineer" Chang
- Instrumentos (todos): John Ryan, Julian Bunetta
- Mixagem: Ash Howes

## Desempenho comercial

### Posições nas tabelas musicais
| Tabela musical (2014)                 | Melhor posição |
| ------------------------------------- | -------------- |
| Estados Unidos (Billboard Hot 100)    | 99             |
| Reino Unido (Official Charts Company) | 107            |
| Suécia (Sverigetopplistan)            | 31             |